# Cirneco dell'etna
Cirneco dell'etna är en hundras från Sicilien i Italien. Den är en pariahund av vinthundstyp, liknande faraohunden från Malta och podenco ibicenco från Balearerna.

## Historia
Nämnda raser påminner starkt om tesem som finns avbildade på reliefer från forntidens Egypten och det brukar hävdas att de sannolikt spreds runt Medelhavet av fenicierna. Från 400-talet till 100-talet fvt, d.v.s. från feniciskt, grekiskt, karthagiskt och romerskt styre, har man funnit mynt på Sicilien med hundbilder präglade. Dessa avbildningar har tolkats som föregångare till cirnecon.
Cirneco är grekiska för siciliansk. Mellan antiken och 1900-talets början finns ingen dokumentation av cirnecon.
I början av 1900-talet uppmärksammades hundtypen av friherrinnan Agata Paterno Castello. Hon samlade in cirnechi och påbörjade organiserad avel. 1939 erkändes rasen av den italienska kennelklubben Ente Nazionale della Cinofilia Italiana (ENCI) och den första rasstandarden upprättades. Det var då namnet utökades med dell'Etna, efter vulkanen. Legenden säger att cirnechi i stora antal vaktade templet till den romerske guden Adranos' ära i staden Adrano vid Etnas fot.
Cirnecon är fortfarande en numerärt mycket liten ras; 1991 fanns det cirka 170–180 hundar i hela världen.

## Egenskaper
Cirnecons traditionella uppgift har varit att jaga kaniner och harar. Den jagar under tystnad, och som andra pariahundar använder den sig av såväl synen som hörseln och luktsinnet. Jakten kan sluta med att den gräver sig ner i kaninhålan. Den är främst byggd för uthållighet i risig och klippig terräng. Den kan arbeta i timmar utan mat eller vatten.[källa behövs]
Den är en aktiv och lättlärd hund som behöver regelbunden motion och stimulans. Cirnecons traditionella jaktstil simuleras i hundsporten lure coursing.

## Utseende
Cirnecon är en medelstor hund med långa linjer. Den har kvadratisk kropp med elegant hållning. Den har lång hals och långsträckt huvud med upprätstående öron. Pälsen är kort, tät, hård och nästan glänsande.